# Helige Ande, låt nu ske
Helige Ande, låt nu ske är en pingstpsalm och en bönepsalm. Dess fyra strofer slutar: "Helige Ande, hör oss", resp. "Sanningens Ande, väck oss", "Helige Ande, fräls oss", "Kärlekens Ande, led oss." Texten författades av Paul Nilsson år 1934.
Melodin komponerad av Melchior Vulpius år 1609 och på tyska heter psalmen "Der Geist des Herrn erfüllt das All".

## Publicerad i
- 1937 års psalmbok som nr 129 under rubriken "Pingst".
- Cecilia 1986, Den svenska psalmboken 1986, Frälsningsarméns sångbok 1990, Psalmer och Sånger 1987, Segertoner 1988 som nummer 161 under rubriken "Pingst".
- Finlandssvenska psalmboken 1986 som nr 115 under rubriken "Pingst".
- Lova Herren 2020 som nr 56 under rubriken "Gud den heliga Ande och helgelsen".